# Тонкий лорі
Тонкий лорі (Loris) — рід нічних мокроносих приматів родини лорієвих (Lorisidae).

## Опис
Це дрібна, витончена тварина, вагою 80-350 г, завдовжки до 26 см, хвіст відсутній. Кінцівки тонкі, стрункі. Другий палець стопи дуже редукований та використовується лише у гігієнічних цілях. Великі пальці протиставлені проти інших пальців. Голова тонких лорі велика та округла, морда гостра, але коротка, вуха великі. Очі круглі, дуже великі, направлені вперед. Між очима розташована вузька біла смуга, навколо очей- темні круги.

## Поширення
Мешкає у тропічних дощових лісах у Південній Індії та Шрі-Ланці. Інколи можна зустріти й у сухих лісових зонах.

## Спосіб життя
Вдень сплять у дуплах або густих кронах дерев. Після заходу сонця тонкі лорі пробуджуються, чистять хутро, а потім вирушають у пошуках їжі. Живляться комахами, ящірками, птахами. Зустрічаються невеликими групами.

## Розмноження
Вагітність триває 160—170 днів. Народжують одне, рідше двоє дитинчат, які все дитинство проведуть чіпляючись за хутро матері.

## Класифікація
У роді виділяють два вида:
- Loris tardigradus
  - L. tardigradus nycticeboides
  - L. tardigradus tardigradus
- Loris lydekkerianus
  - L. lydekkerianus malabaricus
  - L. lydekkerianus lydekkerianus
  - L. lydekkerianus nordicus
  - L. lydekkerianus grandis